# Cheung Kong Center
Cheung Kong Center (tiếng Trung: 長江集團中心 - Trường Giang Tập đoàn Trung tâm) là một tòa nhà chọc trời ở khu Trung Hoàn, Hồng Kông do kiến trúc sư Cesar Pelli (tác giả của tháp đôi Petronas) thiết kế. Cheung Kong Center là một trong các tòa nhà chọc trời của khu tài chính Hồng Kông, bên cạnh Tòa nhà trụ sở HSBC Hong Kong và Bank of China Tower. Hoàn thành năm 1999, tòa nhà 62 tầng này có chiều cao 283 m và diện tích sàn 117.100 m². Đây là trụ sở của tập đoàn Cheung Kong Holdings và cũng là tư dinh của chủ tịch tập đoàn này là tỷ phú Lý Gia Thành, một trong những người giàu nhất thế giới.